# Kristi Hausenberg
Kristi Hausenberg (* 17. Juli 1989 in Tartu) ist eine estnische Fußballspielerin.
Hausenberg spielt aktuell bei der Frauenfußballabteilung des JK Maag/Tammeka Tartu. Außerdem wurde sie bisher in zwei Freundschaftsspielen der estnischen Nationalmannschaft eingesetzt.

## Einsätze
|   | Datum      | Ort    | Gegner     |     | Anlass            |
| - | ---------- | ------ | ---------- | --- | ----------------- |
| 1 | 09.11.2008 | Skopje | Malta      | 1:1 | UEFA Mini-Turnier |
| 2 | 12.11.2008 | Skopje | Mazedonien | 1:1 | UEFA Mini-Turnier |